# ایوو کنوفلیچک
ایوو کنوفلیچک (چکی: Ivo Knoflíček؛ زادهٔ ۲۳ فوریهٔ ۱۹۶۲) بازیکن فوتبال اهل جمهوری چک بود.
از باشگاه‌هایی که در آن بازی کرده‌است می‌توان به دوکلا پراگ، باشگاه فوتبال سن پائولی، باشگاه فوتبال اسلاویا پراگ، و باشگاه فوتبال بوخوم اشاره کرد.
وی همچنین در تیم ملی فوتبال چکسلواکی بازی کرده‌است.